# Cladosictis
Cladosictis is een geslacht van uitgestorven buideldierachtigen uit de familie Hathliacynidae van de Sparassodonta. Het waren carnivoren die tijdens Laat-Oligoceen en Vroeg-Mioceen in Zuid-Amerika leefden.

## Kenmerken
Soorten uit het geslacht Cladosictis hadden korte poten, een lang lichaam en een lange staart. Ze vertoonden wat betreft lichaamsbouw veel overeenkomsten met de huidige otter.

## Leefwijze
Het voedsel van Cladosictis bestond met name uit kleine zoogdieren, zoals kleine buideldieren, knaagdieren, gordeldieren, hegetotheriiden en interatheriiden. Daarnaast zullen ook insecten, eieren, vogels en reptielen zijn gegeten. Het gebit was identiek aan dat van bepaalde placentale zoogdieren. De kaken waren bezet met snijtanden om de prooi vast te houden, hoektanden om de prooi te doden en (valse) kiezen om de prooi te vermalen. Cladosictis was een klimmend dier dat ook beschikte over aanpassingen om te graven.

## Vondsten
Fossielen van Cladosictis werden gevonden in de Santa Cruz-formatie en de Sarmiento-formatie in Patagonië.